# Хасан и Наима
„Хасан и Наима“ (на арабски: حسن ونعيمة) е египетски драматичен филм от 1959 година.

## Сюжет
Ал-Хадж Метвали се опитва да придобие земя и да натрупа състояние. Неговата дъщеря Наима (Соад Хосни) се влюбва в Хасан Ал-Мегнавати (Мухарам Фуад), който отвръща на чувствата и. Двамата решават да се оженят, но поради факта че са роднини, Ал-Хадж отказва на Хасан ръката на дъщеря си. След като Хасан и Наима избягват заедно, Метвали изпраща Абд Ал-Халек в града, в който живее Хасан, за да доведе обратно Наима в къщи. Ал-Хадж затваря дъщеря си и започва да се отнася лошо към нея. Той обещава на Хасан, че след време ще му позволи да се ожени за Наима. Напрежението между Хасан и неговото семейство расте, и той пита Метвали дали ще удържи на обещанието си.

## В ролите
- Мухарам Фуад като Хасан
- Соад Хосни като Наима

## Номинации
- Номинация за Златна мечка за най-добър филм от Международния кинофестивал в Берлин през 1959 година.[2]